# Alexij (Opockij)
Alexij (světským jménem: Alexej Alexejevič Opockij; 24. prosince 1837, Opočka – 3. ledna 1915, Moskva) byl ruský duchovní Ruské pravoslavné církve a arcibiskup tverský a kašinský.
Byl mladším bratrem biskupa Anastasia (Opockého).

## Život
Narodil se 24. prosince 1837 v Opočce v rodině protojereje.
Navštěvoval Pskovský duchovní seminář a Petrohradskou duchovní akademii.
Dne 14. května 1864 se stal učitelem Vilenského duchovního učiliště, kde přednášel historii a latinu. Dne 21. července byl jmenován inspektorem tohoto učiliště
Oženil se. Dne 2. února 1866 jej biskup kovenský Alexandr (Dobrynin) rukopoložil na jereje. Začal působit v chrámu svatého Mikuláše ve Vilně.
Dne 8. prosince 1867 mu bylo uděleno právo nosit nabedrennik.
Dne 20. dubna 1870 se stal členem Litevské duchovní konzistoře.
Dne 4. září 1871 byl jmenován představeným chrámu svaté Sofie v Grodnu. V Grodnu také působil jako učitel Zákona Božího na gymnáziu. Dne 10. října jej biskup brestský povýšil na protojereje.
Dne 31. května 1872 mu bylo uděleno právo nosit fialovou skufii.
Dne 22. prosince 1891 se stal rektorem Litevského duchovního semináře.
Ovdověl a 16. ledna 1892 byl jmenován představeným monastýru Svaté Trojice ve Vilniusu. Dne 25. ledna byl postřižen na monacha se jménem Alexij. O den později byl povýšen na archimandritu.
Dne 30. září 1893 byl zvolen biskupem balachninským a vikářem nižněnovgorodské eparchie. Dne 10. dubna 1894 proběhla jeho biskupská chirotonie.
Dne 10. srpna 1896 byl ustanoven biskupem vjatským a slobodským.
Stal se iniciátorem svatořečení Prokopa Vjatského.
Dne 10. listopadu 1901 se stal arcibiskupem kartalinským a kachetským, exarchou Gruzie a stálým členem Svatého synodu. Stejného roku byl vybrán jako čestný člen Kazaňské duchovní akademie.
Dne 1. července 1905 byl převeden na tverskou katedru.
Dne 29. ledna 1910 byl z důvodu nemoci osvobozen od spravování eparchie. Zůstal členem Svatého synodu a Moskevského synodního úřadu.
Žil v Donském monastýru, kde 3. ledna 1915 zemřel. Pohřben byl v monastýru.